# Родыгино
Родыгино — деревня в Советском районе Кировской области, Россия. Административный центр муниципального образования Родыгинское сельское поселение.

## Расположение
Деревня находится на юго-западной окраине Советска, фактически слившись с городом. Расположена на правом берегу Немды вблизи места её впадения в Пижму в 120 км к юго-западу от Кирова и в 3,5 км от правого берега Вятки.
Рядом с деревней, через Советск, проходят автодороги, ведущие в Киров, в Котельнич, в Уржум, в Яранск. В деревне имеется мост через Немду, по которому проходит местная автодорога в Верхопижемье и Борок (у противоположного конца моста находится деревня Пирогово).
| 2010 |
| ---- |
| 1398 |

## История
В 1552 г. царь Иван Грозный взял Казань и территория бывшего Казанского ханства стала доступной для заселения русскими людьми. Северная граница ханства проходила по реке Пижме, на южном берегу этой речки и вниз по Вятке жило воинственное языческое племя «черемиса» — луговые марийцы, время от времени устраивавшие набеги на соседей-земледельцев. Для их усмирения в 1580-е годы была выстроена цепочка острогов с гарнизонами стрельцов: Санчурск, Яранск, Кукарка, Уржум, Малмыж. А вскоре, в 1594 году неподалёку от Кукарского острога, у Жерновых гор, на месте языческого капища, старец Макарий основал Жерновогорский монастырь, монахи которого постепенно стали осваивать пижемские и немдинские берега. Это вызвало недовольство аборигенов, и в 1609 году, в Смутное время, когда и сами кукарцы отреклись от боярского царя Василия Шуйского и присягнули мятежнику Ивану Болотникову, марийцы разорили монастырь.
После подавления восстания монастырь был перенесён под защиту Кукарской крепости, а в низовьях Немды и Пижмы образовалась обширная освоенная, но формально бесхозная территория. Её заселили «новоприезжие» — черносошные, то есть свободные крестьяне, пришедшие сюда из соседнего Вятского уезда. История сохранила их имена, записанные «дозорным» Суховым-Останкиным в 1619 году. Среди них были Гаврило Марьин и Ярофей Родигин. Эта горстка русских людей и основала несколько починков, а затем деревень в окрестностях современного Родыгино, и случилось это где-то между 1615 и 1619 годами. В 1655 году в полевой книге Казанского уезда перечислено уже значительное количество деревень в окрестностях Кукарки. К старейшим из них относились деревни Марьинская и Родыгинская, основанные Г. Марьиным и Я. Родигиным на берегу реки Немды. В них развивались ремёсла, приносившие крестьянам дополнительную прибыль.
В 1850—60-х годах в д. Марьинской Немдинской волости Яранского уезда насчитывалось около 30 дворов, в д. Родигынской — 15 дворов. В это время в России начало развиваться кустарное производство — пимокатное. В 1860 году в д. Марьинской Василий Никифорович Стрельников организовал артель по изготовлению валенок, в 1900 году им построена фабрика валяной обуви «Торговый дом В. Н. Стрельников младший с сыновьями». В 1917 году фабрика была национализирована, в настоящее время это ОАО «Фирма Валенки». В 1891 году в д. Родыгинской работал мыловаренный завод, принадлежавший купцу Степану Филипповичу Родигину, выходцу из деревни.
По данным «Книги Вятских родов» В. А. Старостина, в 1891 году в деревне Родыгинской (Родыгино) Немдинского общества Кукарской волости Яранского уезда было 20 дворов, в 13-ти из них жили потомки основателя с фамилией Родигины, в остальных — Киселёвы, Ефремовы, Корякины. Преобладающий промысел в Родыгино был кружевной. В более крупной соседней деревне Марьинской (Гужавины) в 1891 году было 42 двора, в 27 из них жили Гужавины, в 10 — Стрельниковы, в остальных — Березины, Добрынины, Ермаковы. Преобладающий промысел в Марьинской был пимокатный.
В 1919 году деревни Марьинская (Гужавино) и Родыгино вошли в состав Смоленцевской волости Советского уезда.
В 1960-е годы образовался сельсовет с центром в д. Родыгино. Деревни Гужавино (бывш. Марьинская) и Родыгино постепенно срослись. В соответствии с административно-территориальном делением Кировской области на 1 июня 1978 г. Родыгино административно было селом, а Гужавино как отдельное поселение уже не существовало.
В 1996 году сельский совет переименован в Родыгинский сельский округ, а Родыгино снова возвращается статус деревни.

## Инфраструктура
В Родыгино имеется сельский Дом культуры «Рапсодия», детский сад комбинированного вида «Гномик», начальная общеобразовательная школа (прекращена деятельность  путем реорганизации в форме присоединения с 27 июня 2007 года к МКОУ СОШ с УИОП №2 г. Советска).

## Известные уроженцы
Родыгин Павел Алексеевич (1905—1933) —  советский деятель сельского хозяйства, партийный деятель. Член ВКП(б) с 1926 года.